# Guzmania marantoidea
Guzmania marantoidea là một loài thực vật có hoa trong họ Bromeliaceae. Loài này được (Rusby) H.E.Luther mô tả khoa học đầu tiên năm 1998.